# Money Island (ö i Kina)
Money Island (kinesiska: 金银岛, 金銀島) är en ö i Paracelöarna i Sydkinesiska havet.  Paracelöarna har annekterats av Kina, men Taiwan och Vietnam gör också anspråk på dem. 
Arean är 0,39 kvadratkilometer.
Terrängen på Money Island är platt. Öns högsta punkt är 11 meter över havet. Den sträcker sig 0,6 kilometer i nord-sydlig riktning, och 1,1 kilometer i öst-västlig riktning.